# Мосоро (микрорегион)

Мосоро на карте.

Мосоро (порт. Microrregião de Mossoró) — микрорегион в Бразилии, входит в штат Риу-Гранди-ду-Норти. Составная часть мезорегиона Запад штата Риу-Гранди-ду-Норти. 
Население составляет 	332 679	 человек (на 2010 год). Площадь — 	4194,849	 км². Плотность населения — 	79,31	 чел./км².

## Демография
Согласно сведениям, собранным в ходе переписи 2010 г. Национальным институтом географии и статистики (IBGE), население микрорегиона составляет:						
| Полное население                             | Полное население                             | Полное население                             | Полное население                             | 332 679 |
| -------------------------------------------- | -------------------------------------------- | -------------------------------------------- | -------------------------------------------- | ------- |
| в том числе:                                 | Городское население                          | 285 340                                      | Процент городского населения, %              | 85,77   |
|                                              | Сельское население                           | 47 339                                       | Процент сельского населения, %               | 14,23   |
|                                              | Мужское население                            | 162 364                                      | Процент мужского населения, %                | 48,81   |
|                                              | Женское население                            | 170 315                                      | Процент женского населения, %                | 51,19   |
| Плотность населения, чел/км²                 | Плотность населения, чел/км²                 | Плотность населения, чел/км²                 | Плотность населения, чел/км²                 | 79,31   |
| Население микрорегиона в % к населению штата | Население микрорегиона в % к населению штата | Население микрорегиона в % к населению штата | Население микрорегиона в % к населению штата | 10,50   |

## Статистика
- Валовой внутренний продукт на 2004 год составляет 2 258 969 000,00 реалов (данные: Бразильский институт географии и статистики).
- Валовой внутренний продукт на душу населения на 2004 год составляет 8909,00 реалов (данные: Бразильский институт географии и статистики).
- Индекс развития человеческого потенциала на 2000 год составляет 0,718 (данные: Программа развития ООН).

## Состав микрорегиона
В составе микрорегиона включены следующие муниципалитеты:
1. Арея-Бранка
2. Барауна
3. Гросус
4. Мосоро
5. Серра-ду-Мел
6. Тибау